# 一碟秘密
《一碟秘密》（A Saucerful of Secrets）是英國搖滾樂團平克·弗洛伊德的第二張錄音室專輯，於1968年6月28日由EMI哥倫比亞唱片發行。
在製作這張專輯的過程中，樂團主唱兼吉他手西德·巴雷特的心理狀態逐漸惡化，因此平克·弗洛伊德招募了大衛·吉爾摩以取代他的位置。西德·巴雷特在1968年4月離開樂團。
《一碟秘密》發行後登上英國專輯排行榜第九位。評價方面，《一碟秘密》被認為略遜於平克·弗洛伊德的第一張專輯《The Piper at the Gates of Dawn》。